# Triclisia patens
Triclisia patens är en tvåhjärtbladig växtart som beskrevs av Oliver. Triclisia patens ingår i släktet Triclisia och familjen Menispermaceae. Inga underarter finns listade i Catalogue of Life.